# 福原鉄平
福原 鉄平（ふくはら てっぺい、1975年2月1日 - ）は、日本の漫画家。高知県高知市出身。高知県立岡豊高等学校卒業（7期生）。国際デザインカレッジ卒業（2期生）。
懐古的な作風で、昭和前期頃のモダンレトロな雰囲気に、カストリ雑誌的な猟奇趣味が入る。キャラクターの描き方は今日的なデフォルメが為されており、目の大きな可愛らしい少女を描く。それでもどこか陰を感じさせる人物が多い。
2002年3月、橋本大二郎 ・元高知県知事のラジオ番組で、鉄人28号 ・ 鉄人28号FXのマニアックトークで盛り上がる。2007年、月刊少年シリウス1月号では「森ふみ」と名乗り、叙情空想系とは別の本格ホラーのジャンルに挑戦している。
単行本『キカイ博士ノージルV』『キカイ探偵』の帯は、唐沢俊一が執筆。映画『姑獲鳥の夏』で里村鉱市役として出演、脚本協力の阿部能丸とは平成耽美幻想の論客仲間。『劇場版 仮面ライダー響鬼と7人の戦鬼』（作画：栗橋伸祐／講談社マガジンZコミックス）で、魔化魍「オロチ」の作画全般をアシスタント。
2023年7月、『Web探偵』[黒門組二番：杢灰班]東京都三鷹市井之頭を拠点に都市部、地方にハブライン構築、サイバー世界のアンチ、悪意のある第三者をIPアドレス開示請求行使できる。TikTok等のアカウントでストライクバックアーカイブプロトコル巡回中。『バルキリーグリムロックリーパーズ』がUKからJPに電子騎行中。

## 作品リスト

### 連載中
- 『夕日少女隊アスがるサー』　 無料WEBコミック雑誌てんてる　 2011-12月〜
- 『妖怪くノ一大戦争』コミック版：作画　（山田誠二：原作　京極夏彦：題字）　無料WEBコミック雑誌てんてる　2013-7月～

### 単行本
- 『蛍のあかり』ワニブックス Gum comics、2000年6月、ISBN 4-8470-3353-1
- 『響鳴』（原作 紙谷龍生）ワニブックス Gum comics、2001年5月、ISBN 4-8470-3344-2
- 『うたかた少女館』大都社 Daito comics、2002年8月、ISBN 4-88653-458-9
- 『キカイ博士ノージルV』幻冬舎バーズコミックス、2002年11月、ISBN 4-344-80159-8
- 『キカイ探偵』幻冬舎バーズコミックス、2005年6月24日、ISBN 4-344-80573-9
- 『夕日少女隊アスがるサー』無料WEBコミック雑誌てんてる、2013年7月

### アンソロジー
- ヴァンパイアセイヴァー・コミックアンソロジー 新声社、ゲーメスト編、4p
- ホラーコミックアンソロジー・怪奇宴～現の巻～、講談社、（森ふみ名義）
- ストリートファイター アート・コミック・アンソロジー エンターブレイン
- スーパーロボット大戦F完結編 ギャグウェポンR・アンソロジーコミックス、学習研究社（学研ホールディングス）

### 読み切り
- 「たたり屋奇談」　COMIC SEED!（コミックシード!）　2002-12月号
- 「ケモノのキモチ」　月刊コミックガム　2003-2月号
- 「月ガキレイ」　月刊コミックガム　2003-10月号
- 「くらいもどし」　月刊コミックガム　2006-12月号
- 「くらいもどしカザリ町」　月刊コミックガム　2007-4月号
- 「人形式」　月刊コミックガム　2007-7月号
- 「6年2組佐藤あやか」（森ふみ名義）　月刊少年シリウス　2007-1月号
- 「コンビニ袋」（森ふみ名義）　月刊少年シリウス　2007-3月号
- 「マリージュとサンタナ」（破李拳竜：監修）　月刊コミックBIRZ
- 「マリージュとサンタナ2」　月刊コミックBIRZ
- 「キカイ探偵仄蔵い」　月刊コミックBIRZ　2006-11月号
- 「キカイ探偵黒蝶夫人」　月刊コミックBIRZ　2007-2月号
- 「ロボット純情幾」　月刊コミックBIRZ　2007-6月号
- 「昏睡魔人と死体少女」　月刊コミックBIRZ　2007-11月号
- 「どくろんサマ」　月刊コミックBIRZ　2008-2月号
- 「どくろんサマ少女と悪魔と赤ちゃん篇」　月刊コミックBIRZ　2008-6月号
- 「どくろんサマツインズ篇」　月刊コミックBIRZ　2008-10月号

「狼男町を行く」（赤川次郎：原作）　月刊サスペリアミステリー　2010-7月号